# Marcantonio I Colonna

Stemma della famiglia Colonna

Marcantonio I Colonna, I signore di Paliano (Salerno, 3 settembre 1478 – Milano, 8 marzo 1522), è stato un nobile e condottiero italiano.

## Biografia

### Prime Azioni al Servizio della Spagna
Nacque il 3 settembre 1478 dal Principe di Salerno Pierantonio Colonna e dalla nobildonna Bernardina Conti. Sin da giovane venne avviato alla carriera militare, ove, nelle sue prime azioni, venne affiancato assieme allo zio Prospero Colonna, un condottiero italiano, che si distinse in alcuni scontri contro la famiglia aristocratica romana degli Orsini. Nel 1502 milita ufficialmente nelle file spagnole contro i francesi in Puglia, sempre agli ordini del generale spagnolo, Gonzalo Fernández de Córdoba.
Nel 1503 Marcantonio si distinse nella celebre Battaglia di Ruvo, ove avvenne la completa disfatta delle truppe del Maresciallo Jacques de La Palice. Alle truppe francesi prigioniere furono requisiti più di 1 000 cavalli, rafforzando così la propria cavalleria. Nello stesso anno Marcantonio prende parte alla Battaglia di Cerignola assieme a suo zio, Prospero Colonna  e suo Cugino, Fabrizio I Colonna, il quale anch'esso, prese parte ai precedenti scontro di Ruvo. Durante gli scontri, insieme al fratello Marcello, salva la vita al cardinale italiano, Pompeo Colonna, che stava per essere ucciso da alcuni soldati spagnoli. Ma, alla fine degli scontri il trionfo spagnolo fu completo, nonostante la brevissima durata della battaglia, circa mezz’ora, sgretolando il tentativo dei francesi di dominare il sud Italia. Nel dicembre 1503 Marcantonio I Colonna, assieme ai suoi famigliari,  prende parte alla Battaglia del Garigliano. Insieme al generale spagnolo, Gonzalo Fernández de Córdoba, dopo violenti scontri, riuscirono a sbaragliare le truppe francesi comandate dal Marchese Ludovico II del Vasto. La ritirata francese fu coperta per circa mezz’ora dal celebre militare francese, Pierre Terrail de Bayard.

## Con i Fiorentini contro i Pisani

### Anno 1505
Nel 1505 Marcantonio I Colonna decise di passare a servizio della Repubblica di Firenze, agli ordini del condottiero italiano, Ercole Bentivoglio, contro i pisani nella battaglia in cui a Campiglia Marittima fu sconfitto dal condottiero italiano, Bartolomeo d'Alviano. Nel gennaio del 1505 si mette anche al servizio dello Stato Pontificio, militando assieme al cugino Fabrizio I Colonna allo scopo di difendere Rieti dalle scorrerie del condottiero Bartolomeo d'Alviano, diretto in Toscana. Successivamente viene richiamato dai fiorentini che gli offrono una provvigione annua di 800 ducati. Marcantonio accetta di ritornare, per cui gli viene affidata una guarnigione rinforzata con 1 000 fanti spagnoli comandati da Nino di Ocampo di stanza a Piombino. E alla fine del Maggio 1505 venne trasferito a Lari, ove in seguito si distinse in alcune azioni a Bibbona. Qui, assieme ad alcuni suoi uomini si lascia andare al saccheggio, atti per i quali intervenne il Commissario locale Berto Carnesecchi, che decise di porre fine alle sue scorrerie, dopo di che Marcantonio venne inviato alla Guardia di Campiglia Marittima. Dato che venne a conoscenza dell'avanzata del condottiero italiano Bartolomeo d'Alviano, gli invia contro 25 uomini d’arme, 30 cavalli leggeri ed altrettanti fanti con i quali obbliga gli avversari ad arretrare. Viene successivamente inviata una compagnia di 60 uomini, sempre agli ordini di Ercole Bentivoglio e di Antonio Giacomini, per cui Bartolomeo d'Alviano viene messo in fuga. Nel settembre 1505 contrasta i pisani assieme allo stesso Bentivoglio. Durante gli scontri il Bentivoglio al comando della terza schiera dà l'ordine di aprire il fuoco contro le mura della città, creando così una breccia ampia 45 metri.

### Anno 1506
Nel 1506, nel corso di una scorreria condotta con Paolo da Parrano al Monte di San Giuliano, cattura 13 pisani e tre ambasciatori lucchesi, mentre e nell’agosto dello stesso anno si ritrova al campo Cascina al comando di una compagnia di 100 uomini d’arme. Durante le scorrerie gli giunge un messaggio del pontefice Papa Giulio II diretto ai fiorentini, in cui chiede di poterlo utilizzare durante gli scontri a Bologna contro la famiglia dei Bentivoglio. Nell'ottobre 1506 venne inviato dai fiorentini in soccorso del Pontefice Papa Giulio II contro il nobile bolognese, Giovanni II Bentivoglio, collegandosi successivamente nei dintorni di Imola con l’esercito pontificio, puntando poi su Budrio. La vittoria segue in pochi giorni. A fine mese viene già segnalato a Piancaldoli, l'attuale Fiurenzuola, nel fiorentino, mentre a novembre è a Bologna a fianco del Pontefice Papa Giulio II, al duca Guidobaldo da Montefeltro, al condottiero Giampaolo Baglioni e il marchese Francesco II Gonzaga.

### Anno 1508
Nel 1508 con le sue scorrerie si spinge sin sotto le mura della città di Pisa impadronendosi di 148 capi di bestiame bovino, prelevando tutta l'uva del territorio circostante, e trasportandola tra Cascina e Ripafratta, dopo averla fatta caricare su alcuni carri. I pisani restano inerti di fronte alla sua azione. Successivamente tenta di mettersi in contatto con i veneziani per avere una condotta di 200 cavalieri leggeri e 1 000 fanti, ma le trattative non hanno successo. Prende poi parte all’Assedio di Pisa, ove, durante i violenti scontri, invita i pisani alla resa. Assieme a Ludovico Orsini organizza un trattato mediante il quale 12 fanti fiorentini fingono di disertare nel campo nemico, ma vengono scoperti: sei vengono impiccati, mentre gli altri riescono a fuggire; infine i fiorentini riescono a entrare nella città di Pisa.

### Anni 1509 - 1510
Nel 1509 Marcantonio non accetta le proposte dei veneziani per una condotta di 150 uomini d’arme e una provvigione annua di 12 000 ducati, e, alla fine del febbraio 1509, si distingue con lo zio Prospero Colonna a Nettuno e a Fondi. Nel frattempo continuano ad arrivare le insistenti richieste della Repubblica di Venezia per averlo al loro servizio, ma, nel maggio 1509 rifiuta la proposta, mettendosi al servizio dello Stato Pontificio. Durante il suo viaggio verso Roma assieme ai suoi uomini si uniscono anche i nobili Ottavio Fregoso e Niccolò Doria. In seguito, nel 1510, durante i festeggiamenti del carnevale di Roma, Marcantonio venne ricontattato dai veneziani tramite l’ambasciatore Girolamo Donato: per accettare la sua proposta chiede di ottenere la carica di Bartolomeo d'Alviano, nonché una condotta di 200 uomini d’arme e uno stipendio di 50 000 ducati l’anno, contro un’offerta di 150 uomini d’arme ed uno stipendio annuo di 15 000 ducati.

## La militanza presso lo Stato Pontificio

### Anno 1509
Una volta al Servizio dello Stato Pontificio, Marcantonio ricevette immediatamente l’ordine di imbarcarsi per Lucca con la flotta veneziana capitanata da Girolamo Contarini. Insieme a Ottavio Fregoso ha il comando dell’attacco contro Genova. Ai loro ordini vi sono complessivamente 100 uomini d’arme, 150 cavalli leggeri e 1 000 fanti, dei quali una parte è costituita da soldati di ventura. In seguito sbarca a Chiavari con 700 fanti. In poco tempo conquista La Spezia e il castello, attraversa tutta la riviera di Levante con l’aiuto degli Adorno, avviandosi verso la Val Bisagno con la speranza di un qualche movimento all’interno di Genova  ad opera dei partigiani dei Fregoso e degli Adorno. Ma la reazione dei Genovesi appoggiati dai francesi si fa sentire, per cui Marcantonio viene costretto a ritirarsi a Rapallo. Cerca inutilmente di impadronirsi di Portofino, per poi imbarcarsi su delle galee veneziane per fuggire all’avvicinarsi della flotta francese. Fugge per mare con il nobile Giovanni Vitelli e 120/130 cavalli: le altre cavalcature vengono vendute a prezzi stracciati o regalate ai fanti per facilitare la loro fuga. Sbarca a Populonia ed alla foce del Pecora, nonostante l’opposizione dei fiorentini. Dal senese si sposta nel perugino per giungere a Viterbo, dove s’incontra con il Pontefice Papa Giulio II, che gli ordina di dirigersi in Romagna con 4 000 fanti, assieme allo stesso Giovanni Vitelli. Poi si sposta verso Modena per sedare la ribellione contro il Duca Alfonso I d'Este. Durante la sua permanenza in città, Marcantonio viene raggiunto dal Duca Francesco Maria I Della Rovere e dal condottiero italiano, Giampaolo Baglioni, il quale si trovava a Modena per dargli sostegno. Ma l’inferiorità dell'esercito pontificio in termini di fanteria e le discordie tra Duca Francesco Maria I Della Rovere ed il cardinale legato Francesco Alidosi, inducono i vari capitani ad accontentarsi delle sole scorrerie e scaramucce contro i francesi dello Chaumont e le milizie dei Bentivoglio. Nell'ottobre 1509, Marcantonio Colonna Conquista Sassuolo e Rubiera, ma nel novembre del 1509 si ammala. Guarito, tiene un consiglio di guerra a Modena con il provveditore generale veneziano Paolo Capello; tuttavia i pontifici riuscirono a scacciare gli imperiali dalla città di Modena. Marcantonio Colonna quindi decide di mettersi al servizio dei veneziani, ma le sue richieste vengono respinte per via della sua giovane età.

### Anno 1510
Nel 1510 insieme al cugino Fabrizio I Colonna, prende parte alla spedizione di Mirandola al comando del condottiero italiano, Francesco Maria I Della Rovere e dello stesso Pontefice Papa Giulio II, contro i francesi comandati da Alessandro Trivulzio. Marcantonio è al comando dell’Artiglieria Pontificia. Agli scontri, con sorpresa, viene visto partecipare lo stesso pontefice. Marcantonio riesce a patteggare con i difensori della città per impedirne il saccheggio.  Durante gli scontri, lo stesso Pontefice sostituisce temporaneamente il nipote Francesco Maria I Della Rovere con il cugino di Marcantonio, Fabrizio, in quanto considerato incapace nel dirigere le operazioni militari. Marcantonio ha un litigio con il condottiero Chiappino Vitelli in quanto ha bastonato un suo uomo. A fine mese si incontra a Modena con il vicario imperiale Vitfurst, il quale cinge la città con ripari e bastioni, mentre a febbraio è alla difesa di Modena con 1 500 fanti. Rimane in città fino al momento in cui il pontefice rinuncia al possesso, per consegnarla all’imperatore Massimiliano I d'Asburgo. Anche se a Modena la situazione era critica, decide di lasciarla per recarsi a Ravenna per far pressioni sul pontefice affinché possa impedire l’attraversamento dei francesi del Secchia, ma non viene ascoltato e di conseguenza si fortifica a Bondeno con 4 000 fanti, ove, in seguito, viene attaccato dai francesi comandati da Gian Giacomo Trivulzio. Nel giugno 1510 è inviato dal pontefice nel Ducato di Urbino, ove raccoglie alcuni fanti per dirigersi verso Fano dal Duca Francesco Maria I Della Rovere per sedare alcuni disordini.

### Anno 1512
Nel 1512 assieme al Cugino Fabrizio I Colonna, prende parte alla difesa di Ravenna contro il comandante delle truppe francesi Gaston de Foix-Nemours, scontro che si rivelerà il maggior trionfo dei francesi e una completa disfatta per le truppe dello stato Pontificio. Marcantonio Colonna è costretto alla fuga evitando persino un’imboscata. La pace viene stipulata dal rappresentante del pontefice, il cardinal Federico Sanseverino. Sempre nel 1512, Ravenna viene messa a ferro e fuoco sempre dai francesi, mentre lo stesso Marcantonio è costretto ad assistere impotente a violenti saccheggi. Nel giugno 1512 viene insignito da Papa Giulio II, della signoria di Montefortino, il quale lo favorisce sopra tutti gli altri comandanti dell’esercito pontifico, tanto da conferigli il comando della guardia stessa. Nel luglio 1512, insieme al cugino, Fabrizio I Colonna, scorta sino a Roma, il Duca Alfonso I d'Este, che si è recato nella città con un salvacondotto per discutere la pace con un pontefice che non vuole più riconoscere. Per questo, nel mese di ottobre 1512 il pontefice manda il suo comandante prediletto Marcantonio Colonna a Ravenna per contrastare gli Estensi.

### Anno 1513
Nel 1513 alla morte del pontefice Papa Giulio II, Marcantonio viene inviato dal collegio cardinalizio assieme a Troilo Savelli alla difesa di Bologna con 350 fanti, per impedire il ritorno dei Bentivoglio. Nell'aprile 1513 viene inviato dal nuovo pontefice Papa Leone X a Parma e a Piacenza con una compagnia di 400 fanti in aiuto agli spagnoli in guerra contro i francesi e i veneziani. Grazie a questo incarico, il nuovo pontefice gli rinnova la carica di comandante della guardia pontificia che deteneva sotto il suo predecessore.

### Anno 1515
Nel 1515 raggiunge Finale Emilia con 80 lanceri, come richiestogli dal Viceré di Napoli, Raimondo de Cardona. Marcantonio si dirige verso Verona attraversando il Po’ passando per l'isola di Sacchetta, ove probabilmente venne ospitato nel Pittoresco Castello di proprietà della nobile famiglia mantovana dei Cavriani detentrice della signoria sull’isola. Una volta giunto a Verona entra nella città con 100 uomini d’arme e 60 cavalli leggeri: ne rafforza la guarnigione, composta di 1 800 fanti spagnoli, 4 000 fanti tedeschi e 500 mercenari svizzeri; inoltre viene affiancato nel governo della città anche dal comandante tedesco, Georg von Frundsberg.

### Anno 1516 - 1517
Nel 1516 seda a stento un ammutinamento di soldati tedeschi causato dal ritardo delle paghe. Un acconto sulle paghe scadute viene fornito da alcuni cittadini. In quel frangente Marcantonio esce dalla città per compiere una piccola sortita contro una scorreria dei veneziani in Valpolicella che aveva fruttato un grande bottino in termini di bestiame razziato e di prigionieri, ma nei mesi successivi dovette contrastare dei veneziani nel Trentino; inoltre ricevette consistenti aiuti militari anche da parte di molti personaggi legati all’impero, tra cui, Giorgio da Liechtenstein e Giacomo di Hohenzollern. Nel dicembre del 1517 è a Innsbruck, ospite dell’imperatore Massimiliano I d'Asburgo, ma, per via dei suoi pessimi rapporti con l’imperatore, decide di passare al servizio francese.

## Al Servizio Francese

### Anno 1517
Nel 1517 Marcantonio Colonna si reca a Parigi per mettersi al servizio del re, Francesco I di Francia, ove gli vennero concessi una provvigione annua di 8 000 franchi, il collare dell'Ordine di San Michele e, in caso di guerra, il grado di capitano dell’esercito francese. Successivamente ritorna a Roma, e insieme allo zio Prospero Colonna, protesta contro il pontefice Papa Leone X a causa dell’uccisione di alcuni partigiani Colonnesi avvenuta ad Anagni.

### Anno 1519
Nel 1519 si offre di radunare 10 000 fanti per conto dei francesi, allorché il Ducato di Milano viene minacciato dagli svizzeri. Nel luglio 1519 viene convocato dal re Francesco I di Francia, ma si ferma a Milano con Odet de Foix, ma nel settembre 1519 si ammala di peste. Una volta guarito, nel dicembre 1519 viene inviato presso il marchese Federico II di Mantova e il duca Alfonso I d'Este il quale cercò di convincerlo ad allearsi con francesi, ma senza successo. Nel ritornare nel Ducato di Milano, Odet de Foix gli consegna 6 pezzi di artiglieria, 2 cannoni, 2 falconetti, 2 sagri, e 1 000 corsaletti da utilizzare alla difesa dei suoi possedimenti.

### Anno 1521
Nel 1521 si reca a Roma con un suo cugino, il cardinal Pompeo Colonna, per protestare contro il pontefice Papa Leone X in quanto quest’ultimo voleva alloggiare i propri mercenari svizzeri vicino alle loro terre. In seguito venne contattato dai delegati pontifici per mettersi al loro servizio, in seguito alle dimissioni del condottiero italiano, Renzo degli Anguillara, ma Marcantonio decise di non accettare l’offerta in quanto ancora al servizio dei francesi.

### Anno 1522
Nel 1522 prende parte alla difesa di Milano contro le armate spagnole comandate da suo zio Prospero Colonna. In quel frangente, l'8 marzo, viene ucciso da un colpo di colubrina che gli amputa una gamba mentre stava predisponendo una cavalleria per tirare con l’artiglieria su due ripari degli imperiali. Alla sua morte le quattro figlie non ereditarono i suoi beni, poiché il 7 dicembre 1508 aveva stipulato un accordo con lo zio Prospero, secondo il quale le loro proprietà dovevano essere trasmesse soltanto alla linea maschile.

## Matrimonio e figli
Nel 1506, Marcantonio I Colonna, su richiesta di Papa Giulio II, desideroso di favorire la riappacificazione delle famiglie Colonna e Orsini, ne prende in sposa la nipote, Lucrezia Gara Della Rovere (1485-1552) che gli portò in dote 10 000 ducati; il pontefice gli donò invece una catena d’oro. Nel 1507 giunse a Roma per conoscere la promessa sposa. La cerimonia avvenne il 4 gennaio 1508 con la partecipazione dei più importanti personaggi presenti nell'Urbe. La sposa, vestita di raso e di broccato, avanzò fra l'ambasciatore francese e quello spagnolo, dove vennero recitate due commedie. Un epitalamio in onore degli sposi fu composto da Evangelista Maddaleni de' Capodiferro e letto alla presenza dei cardinali Giovanni Colonna e Galeotto Franciotti. Lo stesso papa Giulio II concesse agli sposi una palazzina dietro il Palazzo della Rovere, che in seguito fu acquistata dalla famiglia di Marcantonio, e nei secoli più volte ampliata, costituendo così il nucleo di Palazzo Colonna. La coppia ebbe cinque figlie:
- Porzia, che sposò il 24 maggio 1533 Francesco de Rupt Signore di Vaulury e Marchese di Corato dal 1528;
- Livia (?-fatta assassinare dal genero, 25 gennaio 1554[7]), che sposò nel 1539 Marzio di Ottaviano Colonna;
- Beatrice, che sposò il marchese Girolamo Pallavicini;
- Olimpia (?-di parto, 1545[8]), che sposò il Conte Enea Martinengo
- Ortensia, che sposò nel 1540 il Conte Bartolomeo Martinengo;